# Ilias Pollalis
Ilias Pollalis (griechisch Ηλίας Πολλάλης, * 19. November 1992 in Chalkida) ist ein griechischer Fußballspieler.

## Karriere
Pollalis spielte in der Saison 2012/13 beim FK Čáslav in Tschechien und wechselte 2013 zu Glyfada FC, wo er sich jedoch nicht durchsetzen konnte und den Verein kurze Zeit später nach nur einem Einsatz wieder verließ. Nachdem er einige Monate vereinslos war, heuerte er am 21. August 2014 beim indischen Erstligisten Mumbai City FC an. Den Verein verließ er Ende des Jahres und war ab Januar 2015 vereinslos. Im August 2015 unterschrieb er beim belgischen Verein Géants Athois. Diesem gehörte er bis Ende Januar 2016 an, nach der Insolvenz des Vereins, wechselte er dann ablösefrei zurück nach Griechenland zum AO Chalkis. Dort spielte er aber auch nur bis zum Ende der Saison, seitdem ist er vereinslos.